# Nerezi
Nerezi (en macédonien Нерези) est un village du sud-ouest de la Macédoine du Nord, situé dans la municipalité de Struga. Le village comptait 213 habitants en 2002.

## Démographie
Lors du recensement de 2002, le village comptait :
- Macédoniens : 212 ;
- Serbes : 1.